# سیارک ۳۳۷۴۷
سیارک ۳۳۷۴۷ (به انگلیسی: 33747 Clingan، نامگذاری:1999PK4) سی و سه هزار و هفتصد و چهل و هفتمین سیارک کشف شده‌است که در ۱۴ اوت ۱۹۹۹ کشف شد.